# Uljana Wolf
Uljana Wolf (née le 6 avril 1979 à Berlin) est une auteure allemande.

## Vie
Uljana Wolf a étudié la philologie allemande, l'anglais et la culture à l'Université Humboldt de Berlin. Ses poèmes ont été publiés dans des revues et anthologies en Allemagne, Pologne, Biélorussie et Irlande.
Son premier recueil de poèmes Kochanie ich habe Brot gekauft est publié en 2005.
Son deuxième recueil de poèmes, Les Faux-amis est paru en 2009 et traite de la problématique de la traduction.
En outre, Uljana Wolf est également traductrice de l'anglais américain entre autres pour des œuvres de Christian Hawkey, Matthea Harvey, Yoko Ono et Eugène Ostashevsky.

## Prix
- 2017 : Membre de l'Académie allemande pour la langue et la poésie
- 2016 : Prix Adalbert-von-Chamisso
- 2003 : Wiener Werkstattpreis